# Jeanette Kessler
Jeanette Anne Kessler (ur. 4 października 1908 w Huntly, zm. 18 marca 1972 w Kensington w Londynie) – brytyjska narciarka alpejska, dwukrotna medalistka mistrzostw świata.

## Kariera
Pierwszy sukces w karierze Kessler osiągnęła w 1931 roku, kiedy podczas mistrzostw świata w Mürren zdobyła brązowy medal w slalomie. W zawodach tych wyprzedziły ją jedynie jej rodaczka, Esmé MacKinnon i Austriaczka Inge Wersin-Lantschner. Na tych samych mistrzostwach była także czwarta w zjeździe, przegrywając walkę o podium z Irmą Schmidegg z Austrii.
Brązowy medal zdobyła także na mistrzostwach świata w Innsbrucku w 1933 roku, gdzie była trzecia w kombinacji. Tym razem lepsze były jedynie Inge Wersin-Lantschner i Gerda Paumgarten. Ponadto w slalomie była czwarta, przegrywając walkę o medal z Helen Zingg ze Szwajcarii o 0,8 sekundy, a w zjeździe zajęła piąte miejsce.
W 1934 roku wzięła udział w mistrzostwach świata w Sankt Moritz, gdzie była piąta w kombinacji i zjeździe oraz dziewiąta w slalomie. Na rozgrywanych rok później mistrzostwach świata w Mürren zajęła dziewiąte miejsce w slalomie.
W dniach 7-8 lutego 1936 roku brała udział w igrzyskach w Garmisch-Partenkirchen, gdzie zajęła 8. miejsce w kombinacji alpejskiej. W tym samym roku wystąpiła też na mistrzostwach świata w Innsbrucku, zajmując siódme miejsce w zjeździe i kombinacji oraz ósme w slalomie.
Narciarstwo alpejskie uprawiał także jej mąż – James Riddell.

## Osiągnięcia

### Igrzyska olimpijskie
| Miejsce | Dzień    | Rok  | Miejscowość            | Konkurencja | Wynik     | Strata     | Zwyciężczyni  |
| ------- | -------- | ---- | ---------------------- | ----------- | --------- | ---------- | ------------- |
| 8.      | 8 lutego | 1936 | Garmisch-Partenkirchen | Kombinacja  | 97,06 pkt | +13,09 pkt | Christl Cranz |

### Mistrzostwa świata
| Miejsce | Dzień     | Rok  | Miejscowość  | Konkurencja | Wynik       | Strata      | Zwyciężczyni           |
| ------- | --------- | ---- | ------------ | ----------- | ----------- | ----------- | ---------------------- |
| 3.      | 19 lutego | 1931 | Mürren       | Slalom      | 2:38,2      | +4,2        | Esmé MacKinnon         |
| 4.      | 20 lutego | 1931 | Mürren       | Zjazd       | 3:05,6      | +1:02,6     | Esmé MacKinnon         |
| 5.      | 8 lutego  | 1933 | Innsbruck    | Zjazd       | 6:49,4      | +1:00,6     | Inge Wersin-Lantschner |
| 4.      | 10 lutego | 1933 | Innsbruck    | Slalom      | 2:10,4      | +14,0       | Inge Wersin-Lantschner |
| 3.      | 10 lutego | 1933 | Innsbruck    | Kombinacja  | 100,000 pkt | -11,310 pkt | Inge Wersin-Lantschner |
| 5.      | 15 lutego | 1934 | Sankt Moritz | Zjazd       | 5:38,0      | +39,8       | Anny Rüegg             |
| 9.      | 16 lutego | 1934 | Sankt Moritz | Slalom      | 1:57,0      | +8,5        | Christl Cranz          |
| 5.      | 16 lutego | 1934 | Sankt Moritz | Kombinacja  | 199,24 pkt  | -16,55 pkt  | Christl Cranz          |
| 9.      | 22 lutego | 1935 | Mürren       | Slalom      | 2:23,2      | +7,8        | Anny Rüegg             |
| DNF     | 23 lutego | 1935 | Mürren       | Zjazd       | 3:27,2      | -           | Christl Cranz          |
| 7.      | 21 lutego | 1936 | Innsbruck    | Zjazd       | 4:45,0      | +44,6       | Evelyn Pinching        |
| 8.      | 24 lutego | 1936 | Innsbruck    | Slalom      | 2:17,1      | +17,1       | Gerda Paumgarten       |
| 7.      | 24 lutego | 1936 | Innsbruck    | Kombinacja  | 465,57 pkt  | +64,49 pkt  | Evelyn Pinching        |